# Friedrich Maximilian von Günderrode (Jurist, 1684)
Friedrich Maximilian von Günderrode (* 23. August 1684 in Frankfurt am Main; † 16. Mai 1761 ebenda) war ein deutscher Jurist und Politiker in der Reichsstadt Frankfurt.

## Leben

### Herkunft und Familie
Friedrich Maximilian von Günderrode entstammte dem Adelsgeschlecht Günderrode, das ursprünglich aus Thüringen kam und sich in der zweiten Hälfte des 14. Jahrhunderts in Freiberg in Sachsen angesiedelt hatte. Sein Urgroßvater Tilemann Günterrode (1512–1550, Kasseler Kanzler) gilt als Stammvater der Frankfurter Patrizierfamilie Günderrode.
Friedrich Maximilian war der Sohn des Hector Wilhelm von Günderrode (1647–1700, Ratsherr) und dessen Ehefrau Maria Margarete Syvertes (1651–1709).
Am 28. April 1712 heiratete er Susanna Maria von Ruland (1691–1758). Aus der Ehe gingen die Kinder
- Johann Maximilian von Günderrode (1713–1784, Geheimrat)
- Anna Sibylla, ⚭ Philipp Jacob von Stalburg
- Justinian (1721–1802, Mitglied  der mittelrheinischen Reichsritterschaft)
- Anna Christine, ⚭ Philipp Jakob von Stalburg und
- Susanne Maria, ⚭ Johann Christoph von Adlerflycht

hervor.

### Wirken
Friedrich Maximilian studierte an der Friedrich-Schiller-Universität Jena, der Martin-Luther-Universität Halle-Wittenberg, der Universität Leipzig, der Universität Wittenberg und der Humboldt-Universität zu Berlin Rechtswissenschaften. Begleitet wurden die juristischen Studien von einem einjährigen Studium der Mathematik.
1724 wurde er Ratsherr in der Reichsstadt Frankfurt und 1731 Jüngerer Bürgermeister der Stadt. Dieser wurde jeweils aus dem Kreis der Ratsherren der zweiten Ratsbank gewählt. Zugleich war er als Schöffe tätig.
1746 sowie 1749 war er Älterer Bürgermeister in Frankfurt. Dieser wurde jeweils aus dem Kreis der Schöffen (Mitglieder der ersten Ratsbank) gewählt.

### Auszeichnungen
- Kaiserlicher Wirklicher Rat